# Nagisa Sakurauchi
Nagisa Sakurauchi (japanisch 櫻内 渚 Sakurauchi Nagisa; * 11. August 1989 in Yao) ist ein japanischer Fußballspieler.

## Karriere
Sakurauchi erlernte das Fußballspielen in der Schulmannschaft der Sakuyo High School und der Universitätsmannschaft der Kansai-Universität. Seinen ersten Vertrag unterschrieb er 2012 bei Júbilo Iwata. Der Verein spielte in der höchsten Liga des Landes, der J1 League. Am Ende der Saison 2013 stieg der Verein in die zweite Liga ab. 2015 wurde er mit dem Verein Vizemeister der Liga und stieg wieder in die erste Liga auf. Am Ende der Saison 2019 musste er mit dem Verein wieder den Weg in die Zweitklassigkeit antreten. 2021 unterschrieb er einen Vertrag beim Erstligisten Vissel Kōbe. Für Kōbe stand er dreimal in der ersten Liga auf dem Spielfeld. Zu Beginn der Saison 2023 unterschrieb er im Januar 2023 einen Vertrag bei Drittligisten FC Imabari. Nach einer Spielzeit, in der er 14 Ligaspiele bestritt, wechselte er zum taiwanesischen Erstligisten Taichung Futuro FC.